# Sušica (Kruševac)
Pour les articles homonymes, voir Sušica.
Sušica (en serbe cyrillique : Сушица) est un village de Serbie situé sur le territoire de la Ville de Kruševac, district de Rasina. Au recensement de 2011, il comptait 803 habitants.
Un autre village portant le nom de Sušica est situé à proximité.

## Démographie
| 1948  | 1953  | 1961  | 1971  | 1981  | 1991  | 2002 | 2011 |
| ----- | ----- | ----- | ----- | ----- | ----- | ---- | ---- |
| 1 122 | 1 207 | 1 191 | 1 113 | 1 123 | 1 000 | 878  | 803  |

|  |